# Ancillista albicans
Ancillista albicans is een slakkensoort uit de familie van de Olividae. De wetenschappelijke naam van de soort is voor het eerst geldig gepubliceerd in 1997 door Lee & Wu.